# Escatologia ebraica

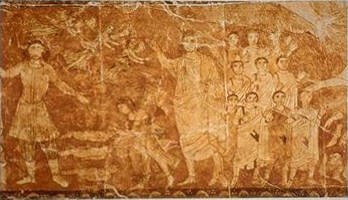
Resurrezione dei morti, affresco presso la sinagoga Dura Europos (100 a.C. ca.)

Per escatologia ebraica o escatologia giudaica si intende l'insieme di alcuni temi della religione ebraica,  concernenti il messianismo, la vita oltre la vita, e la risurrezione dei morti. La parola escatologia (intesa come "discorso sulla fine"), genericamente, è l'area della teologia e della filosofia che tratta di ipotetici eventi finali nella storia del mondo, del destino ultimo dell'umanità, e dei relativi concetti.

## Fonti testuali
Nell'ebraismo la fonte testuale principale per la convinzione nella "fine dei giorni" e relativi accadimenti è il Tanakh (Bibbia ebraica). Nei Cinque Libri di Mosè si fa riferimento in Deuteronomio 28-31 al fatto che gli ebrei non riusciranno ad osservare le Leggi di Mosè in Terra di Israele e pertanto verranno successivamente esiliati, ma infine redenti. I libri dei Profeti elaborano e profetizzano in merito alla fine dei giorni.
Nella letteratura rabbinica i rabbini svilupparono e spiegarono le profezie presenti nella Bibbia ebraica insieme alla Torah Orale e alle tradizioni, facendone un'elaborata esegesi. Sviluppati nei libri di Isaia, Geremia ed Ezechiele, i principali fondamenti della escatologia ebraica sono i seguenti, in ordine sparso:
- La Fine del mondo (ma non prima che accada tutto il resto).
- Dio redime Israele (cioè il popolo ebraico) dalla cattività iniziata durante l'esilio babilonese, in un nuovo Esodo.
- Dio riporta il popolo ebraico in Terra di Israele.
- Dio ripristina la Casa di Davide ed il Terzo Tempio di Gerusalemme.
- Dio crea un reggente scelto dalla Casa di Davide (cioè il Messia ebreo) che guidi il popolo ebraico ed il mondo stesso, facendo arrivare un'età di giustizia e di pace (Era messianica).
- Tutte le nazioni riconoscono che il Dio di Israele è l'unico vero Dio
- Dio fa risorgere i morti.
- Dio crea un nuovo cielo e nuova terra (Olam Ha-Ba).

Si ritiene inoltre che la storia si completerà e la destinazione ultima sarà raggiunta quando tutta l'umanità farà ritorno al Giardino dell'Eden

## Messianismo ebraico
La parola ebraica Mashiach (o Moshiach) si riferisce alle idee ebraiche attorno alla figura del Messia. Come la parola italiana Messia, Mashiach significa unto.
Nella Bibbia il rito dell'unzione di un re viene citato tutte e sole le volte che c'è un cambio di dinastia: esso perciò esprime approvazione divina e conferisce legittimità. Analogamente il rito viene eseguito per conferire la carica di sommo sacerdote; figura spesso indicata come "il sacerdote, quello unto" (Cohen ha-Mašíaḥ). L'unico personaggio, non rientrante in queste due categorie, a cui viene attribuito questo titolo è l'imperatore Ciro il Grande (Isaia 45:1), il cui ruolo di liberatore del popolo ebraico lo rende quasi un prototipo del messia escatologico.
Nell'Era Talmudica il titolo Mashiach o in ebraico מלך המשיח‎?, Méleḫ ha-Mašíaḥ (nella vocalizzazione tiberiense pronunciato Méleḵ haMMāšîªḥ), letteralmente significa "il Re unto", e si riferisce al leader umano e re ebraico che riscatterà Israele nella "Fine dei giorni"  e che la condurrà verso un'era messianica di pace e prosperità sia per i vivi che per i morti. Il Messia ebraico, quindi, si riferisce a un leader umano, discendente fisicamente dalla stirpe di Re Davide, che governerà e unirà il popolo di Israele e che lo condurrà verso l'Era Messianica di pace globale e universale. Il Messia ebraico, a differenza di quello cristiano, non viene considerato divino e non corrisponde alla figura di Gesù di Nazaret.

### Nella Tanakh (Bibbia ebraica)
Molti tra i requisiti specificati nei testi concernenti il messia, risultano quelli che, durante il suo regno, si trovano nel Libro di Isaia, anche se alcuni requisiti vengono menzionati in brani di altri testi profetici ebraici canonici:
- Il Sinedrio verrà ristabilito (Isaia 1:26[10])
- Una volta diventato Re, i leader di altre nazioni cercheranno il Mashiach per essere guidati (Isaia 2:4[11])
- L'intero mondo adorerà l'Unico Dio di Israele (2:17 Isaia[12])
- Lui discenderà da Re Davide (11:1 Isaia[13]), attraverso la stirpe di Re Salomone (1 Cronache 22:8–10[14])
- Il Moshiach sarà un uomo di questo mondo, un ebreo osservante "timorato di Dio" (Isaia 11:2[15])
- La malvagità e la tirannia non potranno resistere di fronte al suo comando (Isaia 11:4[16])
- La conoscenza di Dio riempirà il mondo (Isaia 11:9[17])
- Lui includerà e attrarrà persone di tutte le culture e nazioni (Isaia 11:10[18])
- Tutti gli Israeliti saranno riportati alla loro madrepatria (Isaia 11:12[19])
- La morte sarà vinta per sempre (Isaia 25:8[20])
- Non vi sarà più fame o malattia, e la morte cesserà (Isaia 25:8[21])
- Tutti i morti risorgeranno (Isaia 26:19[22])
- Il popolo ebraico sperimenterà gioia eterna e felicità (Isaia 51:11[23])
- Sarà un messaggero di pace (Isaia 53:7[24])
- Le nazioni riconosceranno i torti che hanno fatto a Israele (Isaia 52:13–53:5[25])
- I popoli del mondo si rivolgeranno agli Ebrei per ricevere guida spirituale (Zaccaria 8:23[26])
- Le città in rovina d'Israele saranno ripristinate o restaurate (Ezechiele 16:55[27])
- Le armi da guerra saranno distrutte (Ezechiele 39:9[28])
- Il Tempio di Gerusalemme sarà ricostruito (Ezechiele 40[29]) riadempiendo a molti dei mitzvot sospesi
- Lui allora renderà perfetto l'intero mondo per servire tutti assieme Dio (Sofonia 3:9[30])
- Lui prenderà le terre desolate e le renderà fruttuose in abbondanza (Isaia 51:3[31], Amos 9:13–15[32], Ezechiele 36:29–30[33], Isaia 11:6–9[34])

### Nel Talmud
Nel Talmud babilonese (Bavli), trattato Sanhedrin, si trova una lunga discussione degli eventi che portano al ritorno del Messia, ad esempio:
(Rabbì Johanan)
(R. Johanan)
Attraverso la storia ebraica, gli ebrei hanno confrontato questi passaggi (e altri) con eventi contemporanei alla ricerca dei segni dell'imminente arrivo del Messia, continuando ai tempi odierni. Ad esempio, molti leader dell'ebraismo ortodosso hanno suggerito che la devastazione tra gli ebrei segnata dall'Olocausto può rappresentare un segno di speranza per l'imminente arrivo del Messia.
Il Talmud racconta molte storie riguardo al futuro Messia, alcune di queste rappresentano famosi rabbini talmudici mentre ricevono apparizioni personali di Elia il Profeta e del Messia. Ad esempio:
()

### Nei commentari rabbinici
Il rabbino Maimonide (Rabbi Moshe ben Maimon), importante studioso medievale noto anche come Rambam, scrisse un commentario al trattato Sanhedrin mettendo in risalto un'interpretazione relativamente naturalistica del Messia e togliendo enfasi agli elementi miracolosi. Il suo commentario divenne ampiamente accettato (anche se non universalmente) tra le diramazioni dell'ebraismo ortodosso poco mistiche:

#### Avvento dell'Era Messianica
Secondo il Talmud, il Midrash, e l'opera cabalistica Zohar, il 'termine ultimo' per la venuta dal Messiah è 6000 anni dalla creazione. Una maggioranza di ebrei ortodossi e chassidici crede che il calendario ebraico risalga al momento della creazione; l'anno 2009-2010 (Capodanno ebraico cade di settembre o ottobre) del calendario gregoriano corrisponde all'anno ebraico 5770.
Esiste una tradizione cabalistica che sostiene che i sette giorni della creazione in Genesi 1 corrisponde ai sette millenni dell'esistenza della creazione naturale. La tradizione insegna che il settimo giorno della settimana, Shabbat o giorno del riposo, corrisponde al settimo millennio (anni ebraici 6000 - 7000), l'età del 'riposo' universale - l'Era Messianica.
Il Talmud commenta:
(Rabbi Katina)
Il Midrash commenta:
(Rabbi Eliezer)
Lo Zohar spiega:
(Zohar, Vayera 119a)
Elaborazioni su questo tema sono numerose sia tra i primi che tra i tardi scolastici ebraici, includendo Ramban, Isaac Abrabanel, Abraham ibn ‛Ezra, Rabbeinu Bahya ibn Paquda, il Vilna Gaon, i Lubavitcher Rebbe, Ramchal, Aryeh Kaplan, e Rebbetzin Esther Jungreis.

### Ebraismo ortodosso
Il credere in un messia, come una persona discendente della stirpe di Re Davide è uno dei principi irrinunciabili della fede nell'ebraismo ortodosso, ed è anche uno dei tredici principi ebraici di fede formulati da Maimonide.
Alcune autorità dell'ebraismo ortodosso credono che questa era condurrà a eventi soprannaturali che culmineranno nella resurrezione dei morti nella carne. D'altro canto Maimonide, sostiene che gli eventi dell'era messianica non sono specificamente connessi con la risurrezione.

### Ebraismo conservatore
L'Ebraismo conservatore ha insegnamenti diversi e piuttosto vari. Mentre conserva i tradizionali riferimenti ad un redentore personale e recita preghiere per la restaurazione della Stirpe di Davide nella liturgia, gli Ebrei Conservatori sono più portati ad accettare l'idea di un'era messianica:

### Ebraismo riformato
L'Ebraismo riformato è generalmente d'accordo con la prospettiva più liberale dei conservatori su una futura era messianica piuttosto che un messia personale. Rispecchiando la sua posizione filosofica, l'Ebraismo riformato – al contrario di quello conservatore – ha cambiato le preghiere tradizionali inserendo "Redenzione" al posto di "Redentore", rimuovendo anche le invocazioni per la restaurazione della Casa di David.

### Ebraismo ricostruzionista
L'Ebraismo ricostruzionista respinge le idee sia di un Messia personale che di un'Età messianica istituita divinamente. Insegna però che gli esseri umani possono contribuire a realizzare un migliore mondo futuro. Come ha fatto l'Ebraismo riformato, anche quello ricostruzionista ha alterato le preghiere tradizionali in modo da non riferirsi più ad un Messia personale.

## I giorni del Mashiach
Secondo la tradizione ebraica, l'era messianica sarà un'era di armonia globale, futura epoca di pace universale e fratellanza sulla terra, favorevole all'approfondimento della conoscenza del Creatore. In questo contesto, il primo significato della parola "messianico" deriva dalla nozione di Yemot haMashiach che significa "I Giorni del Messia", cioè "collegati al Messia ebraico". Al Messia ebraico che inaugura un'era di pace universale viene data espressione in due passi scritturali del Libro di Isaia:
Secondo il Libro di Geremia, Moab e Elam (biblico) che furono esiliati durante il periodo babilonese, ritorneranno dalla cattività alla fine dei giorni.
Nel Libro di Geremia, viene citato da Geremia stesso che, parlando al tempo di Giosia (3:16), profetizza un tempo futuro, forse la fine dei giorni, quando l'Arca non verrà più menzionata o ricostruita:
In merito a questo versetto, Rashi commenta che "L'intero popolo sarà così soffuso dello spirito di santità che la Presenza di Dio poserà su di loro collettivamente, come se la congregazione stessa fosse l'Arca dell'Alleanza."

## Gog e Magog
Secondo alcuni biblisti, la lotta tra Gog e Magog descritta in Ezechiele 38 dovrebbe avvenire alla fine dei giorni. Sarà una guerra climatica che si dice avverrà alla fine dell'esilio ebraico. Il commentario del Radak sul Libro di Zaccaria 14 afferma che alla fine dei giorni Gerusalemme sarà il campo di battaglia tra Gog e Magog.
Altri studiosi asseriscono che il lungo esilio è già accaduto nei tempi biblici e quindi non avverrà più.

## "Il Mondo a Venire"

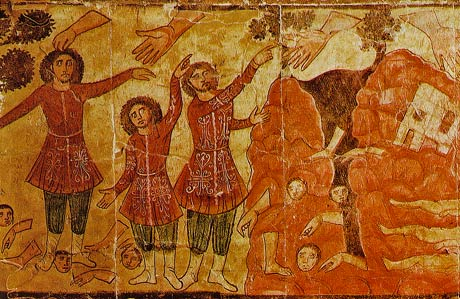
Visione di Ezechiele, affresco presso la sinagoga Dura Europos (100 a.C. ca.)

Sebbene l'Ebraismo si concentri sull'importanza del mondo terreno (Olam Ha'zeh — "questo mondo"), tutto l'ebraismo classico postula un aldilà. L'Aldilà è noto come ha-'olam ha-ba (il "mondo a venire", in ebraico העולם הבא‎?), e indica concetti di Gan Eden (il "Giardino dell'Eden" celeste, o Paradiso) e Gehinom.
Per l'ebraismo ortodosso, qualsiasi non-ebreo che vive secondo le Sette Leggi di Noè è considerato un "Gentile Giusto" (Ger toshav) al quale viene assicurato un posto nel Mondo a venire, ricompensa finale del giusto.

### Bibbia ebraica
Il Tanakh (Bibbia ebraica), secondo l'interpretazione del Bavli Sanhedrin, contiene numerosi riferimenti alla resurrezione dei morti. La frase ha-'olam ha-ba, (העולם הבא) "Il mondo a venire" non è presente nella Bibbia ebraica.

### Tardo Periodo del Secondo Tempio
Verso la fine del Secondo Tempio, le convinzioni circa il destino finale del singolo individuo erano diverse e molteplici. I Farisei credevano nella resurrezione, mentre gli Esseni credevano nella immortalità dell'anima e i Sadducei, a quanto pare, non credevano in nessuna delle due. I manoscritti del Mar Morto, gli apocrifi ebraici e i papiri magici ebraici rispecchiano tali diversità.

### Visione talmudica
La Mishnah (200 ca.) cita la fede nella resurrezione dei morti come una delle tre credenze necessarie all'ebreo per parteciparvi:
La Ghemara (Berachos 18b) narra numerose storie di gente che visitava i cimiteri e udiva conversazioni tra i defunti o persino discorrevano loro stessi coi defunti, e ricevevano informazioni che successivamente si rivelavano corrette. L'opera Shem HaGedolim scritta da Chaim Joseph David Azulai (s.v. "Rebbe Eliezer bar Nosson"), racconta e discute diverse occasioni di Saggi ebrei ritornati sulla Terra per visitare le proprie famiglie e gli amici.

### Visione rabbinica medievale
Mentre tutte le fonti rabbiniche classiche discutono dell'aldilà, gli studiosi medievali disputano la natura dell'esistenza nella "Fine dei Giorni" dopo il periodo messianico. Mentre Maimonide descrive un'esistenza del tutto spirituale per le anime, che egli chiama "intelletti disincarnati", Nachmanide asserisce un'esistenza intensamente spirituale sulla Terra, dove la spiritualità e la fisicità si fondono. Entrambi concordano sul fatto che la vita dopo la morte è come Maimonide descrive la "Fine dei Giorni". Questa esistenza comporta una comprensione estremamente elevata della Presenza Divina e una profonda connessione con Essa. Questa opinione è condivisa da tutti gli studiosi rabbinici classici.
C'è molto materiale rabbinico su ciò che accade all'anima del defunto dopo la morte, ciò che prova e dove va. In vari punti del viaggio nell'aldilà, l'anima può incontrare: Hibbut ha-kever, i dolori della tomba; Duma, l'angelo del silenzio; Satana come angelo della morte; il Kaf ha-Kela, la catapulta dell'anima; Gehinom (il purgatorio) e Gan Eden (il cielo o paradiso). Tutti gli studiosi rabbinici classici concordano sul fatto che questi concetti siano al di là della comprensione umana tipica. Pertanto, queste idee sono espresse in tutta la letteratura rabbinica mediante molte parabole e diverse analogie.
Gehinom è un termine abbastanza ben definito nella letteratura rabbinica. A volte è tradotto come "inferno", ma è molto più vicino al concetto cattolico di purgatorio piuttosto che alla visione cristiana dell'inferno, che si differenzia notevolmente dalla nozione classica dell'Ebraismo: per gli ebrei gehinom - mentre certamente luogo o stato terribili - non è l'Inferno delle credenze cristiane. La stragrande maggioranza del pensiero rabbinico afferma che le anime non sono torturate nel gehinom per sempre; il tempo più lungo che ci si può rimanere si dice sia undici mesi, con rarissime eccezioni. Questa è la ragione per cui, anche quando in lutto per parenti stretti, gli ebrei non recitano il Kaddish del lutto per più di undici mesi. Gehinom è considerato una fucina spirituale in cui l'anima si purifica per la sua ascesa finale al Gan Eden ("Giardino dell'Eden").

### Ebraismo ortodosso
L'ebraismo ortodosso sostiene il principio della resurrezione corporea dei morti e ne include i riferimenti tradizionali nella liturgia. Nello spiegare la concezione ortodossa della vita dopo la morte, Irving Greenberg, rabbino ortodosso moderno, ha discusso sia il "Mondo a venire" sia la fede nella "punizione e ricompensa", sulla rivista Moment nella rubrica "Chiedi ai rabbini":
Quando i fatti della vita non si adattavano all'enfasi che la Bibbia poneva su ricompensa e punizione qui e ora, questa fede nella vita ultraterrena fu accentuata. Nel Medioevo, quando gli ebrei soffrivano così tanto mentre i nemici governavano il mondo, l'enfasi sull'aldilà crebbe più forte. Alcuni insegnanti religiosi affermarono che questa vita è "poco importante" e che si deve vivere solo per essere degni della beatitudine eterna. Tale visione sboccò nell'ascesi e in scarso rispetto per il corpo e per le attività materiali.
I primi modernizzatori invertirono direzione, insistendo sul fatto che l'Ebraismo era interessato solo a fare del bene nella vita terrena e criticando il Cristianesimo, da loro giudicato ultraterreno, repressivo, che sognava unicamente di andare in cielo, e crudele quando condannava le persone alla dannazione eterna. Questa enfasi unilaterale sulla vita terrena, però, privava gli ebrei della profonda consolazione della vita eterna e della speranza in una giustizia per tutti coloro che hanno sofferto ingiustamente e innocentemente.
Occorre, quindi, sostenere entrambi i lati della tensione. Occorre, quindi, trovare Dio nel mondano, unire corpo e anima, lavorare per Tiqqun 'Olam (la "riparazione del mondo") nel momento presente e allo stesso tempo, avere fede nella realtà dello spirito e nell'immortalità dell'anima. Questa fede offre la consolazione di una congiunzione finale - con coloro che abbiamo amato e perso, e con El Maleh Rachamim, il Dio infinito della Compassione.»

### Ebraismo conservatore
L'Ebraismo conservatore ha generalmente mantenuto il principio della risurrezione corporea dei morti, compresi i rispettivi riferimenti tradizionali nella liturgia. Tuttavia, molti ebrei conservatori interpretano il principio metaforicamente e non letteralmente. L'Ebraismo conservatore afferma la credenza nel Mondo a venire (come definito nella preghiera Amidah e nei Tredici Principi di Fede di Maimonide), pur riconoscendo che la comprensione umana è limitata e non si è in grado di sapere esattamente ciò che comporta l'aldilà.

### Ebraismo ricostruzionista e riformato
Ebraismo ricostruzionista e quello riformato hanno modificato i riferimenti tradizionali alla risurrezione dei morti ("che dà vita ai morti") cambiandoli nella frase "che dà la vita a tutti". Affermano comunque la fede nella vita dopo la morte, anche se minimizzano le implicazioni teologiche a favore dell'importanza del "qui e ora" piuttosto che quella di ricompensa e punizione. Rabbi Laura Novak Winer, membro del Union for Reform Judaism, spiega la posizione dei riformati sull'aldilà, citando Abraham Joshua Heschel:
L'orientamento su "questo mondo" non è limitato ai movimenti riformati e ricostruzionisti. Anche Rabbi Shmuley Boteach, nell'esporre la posizione del Movimento Chabad sull'aldilà, afferma la necessità di concentrarsi sul proprio retaggio oltre che sulla fede tradizionale di Chabad nella resurrezione corporea dell'era messianica:

## Reincarnazione
Il concetto di reincarnazione, sebbene mantenuta come una credenza mistica da alcuni, non è un principio essenziale dell'ebraismo tradizionale. Non viene menzionato in fonti classiche tradizionali come il Tanakh ("Bibbia ebraica"), le opere rabbiniche classiche (Mishnah e Talmud), oppure nei 13 Principi della Fede di Maimonide. Sebbene si possa asserire che l'idea della reincarnazione non è delineata nel Tanakh, esistono però riferimenti alla resurrezione in tutto il testo di Isaia. Inoltre, i libri della Cabala ebraica - mistica ebraica - insegnano la fede del gilgul (ciclo), la trasmigrazione delle anime, e tale fede è quindi universale nell'ebraismo chassidico, che ritiene la Cabala sacra e autorevole.
Con la sistematizzazione razionale della Cabala cordoveriana occorsa nel XVI secolo ed il conseguente nuovo paradigma della Cabala lurianica, la Cabala sostituì la "Hakirah" (filosofia ebraica razionalista medievale) come principale teologia ebraica tradizionale, sia nei circoli accademici che nell'immaginario popolare. Isaac Luria propose nuove spiegazioni del processo di gilgul, anche con l'identificazione delle reincarnazioni di figure ebraiche storiche, compilate da Hayim Vital nel suo Shaar HaGilgulim.
Nella concezione cabalistica di gilgul, che si differenzia da molte posizioni religiose orientali, la reincarnazione non è fatalista od automatica, né è essenzialmente una punizione del peccato, o ricompensa della virtù. Nell'ebraismo, i reami celesti cabalistici potrebbero allinearsi con il Principio di Fede sulla "ricompensa e punizione". Tuttavia qui ci si concentra sul processo individuale di Tiqqun (Riparazione) dell'anima. Nell'interpretazione cabalistica, ogni anima ebraica si reincarna solo le volte necessarie a completare ciascuna delle 613 mitzvòt. Anche le anime dei giusti (non-ebrei) tra le nazioni vengono assistiti mediante i gilgulim ad osservare le rispettive sette leggi noachiche. Perciò gilgul è espressione di compassione divina, vista come un accordo celeste con l'anima individuale affinché possa scendere nuovamente in Terra.

## Il Giorno del Giudizio
Nell'ebraismo, il giorno del giudizio avviene ogni anno a Yom Kippur; pertanto la fede in un ultimo giorno di giudizio universale, per tutta l'umanità, è contestato. Alcuni rabbini sostengono che ci sarà un tale giorno dopo la resurrezione dei morti. Altri affermano che non ce ne sia bisogno, grazie a Yom Kippur. Tuttavia altri asseriscono che questo giudizio accada quando si muore. Certi rabbini dicono che il giudizio finale si applicherà solo alle nazioni gentili e non al popolo ebraico.